# موشتانتس
موشتانتس (به بلغاری: Moshtanets) یک منطقهٔ مسکونی در بلغارستان است که در شهرستان بلاگووگراد واقع شده‌است. موشتانتس ۴٬۸۷۲ کیلومتر مربع مساحت و ۵۹ نفر جمعیت دارد و ۵۰۱ متر بالاتر از سطح دریا واقع شده‌است.